# Cupa României 1963-1964
La Cupa României 1963-1964 è stata la 26ª edizione della coppa nazionale disputata tra il 1º marzo e il 19 luglio 1964 e conclusa con la vittoria della Dinamo Bucarest, al suo secondo titolo. Avendo in questa stagione vinto anche il campionato fu lo Steaua Bucarest, finalista, a partecipare alla Coppa delle Coppe 1964-1965.

## Sedicesimi di finale
Gli incontri si sono disputati tra il 1º marzo e il 4 giugno 1964.
| Squadra 1                 | Risultato | Squadra 2            |
| ------------------------- | --------- | -------------------- |
| AS Aiud                   | 3 - 1 dts | Știința Galați       |
| Minerul Baia-Mare         | 1 - 0     | Siderurgistul Galați |
| CIL Blaj                  | 1 - 0 dts | Petrolul Ploiești    |
| Dinamo Victoria București | 1 - 2     | Știința Timișoara    |
| Flacăra Roșie București   | 1 - 0 dts | Progresul Bucarest   |
| Răsăritul Caracal         | 2 - 3     | Farul Constanța      |
| Recolta Carei             | 0 - 4     | Rapid Bucarest       |
| Ancora Galați             | 0 - 4     | Crișul Oradea        |
| Victoria Giurgiu          | 1 - 3     | Dinamo Bucarest      |
| Textila Sf.Gheorghe       | 2 - 1     | Steagul Roșu Brașov  |
| CSM Sibiu                 | 3 - 1     | UTA Arad             |
| Carpați Sinaia            | 3 - 1     | Știința Cluj         |
| Electromotor Timișoara    | 0 - 2     | CSMS Iași            |
| Metalul Turnu-Severin     | 5 - 2 dts | CSM Cluj             |
| Siderurgistul Hunedoara   | 3 - 1     | Dinamo Pitești       |
| Dinamo Bacău              | 1 - 1     | Steaua Bucarest      |

## Ottavi di finale
Gli incontri si sono disputati tra il 3 e il 10 giugno 1964.
| Squadra 1               | Risultato | Squadra 2               |
| ----------------------- | --------- | ----------------------- |
| Crișul Oradea           | 3 - 0     | Metalul Turnu-Severin   |
| Siderurgistul Hunedoara | 2 - 1     | CSMS Iași               |
| Rapid Bucarest          | 8 - 0     | Flacăra Roșie București |
| Farul Constanța         | 4 - 1     | AS Aiud                 |
| CSM Sibiu               | 1 - 0     | Textila Sfântu-Gheorghe |
| Știința Timișoara       | 1 - 0     | Carpați Sinaia          |
| Dinamo Bucarest         | 6 - 0     | Minerul Baia-Mare       |
| Steaua Bucarest         | 12 - 0    | CIL Blaj                |

## Quarti di finale
Gli incontri si sono disputati il 1° e 2 luglio 1964. Il match Dinamo București - Știința Timișoara, terminato 0-0 dopo i tempi supplementari, è stato rigiocato il giorno successivo.
| Squadra 1       | Risultato | Squadra 2               |
| --------------- | --------- | ----------------------- |
| Crișul Oradea   | 1 - 0     | Siderurgistul Hunedoara |
| Dinamo Bucarest | 2 - 1     | Știința Timișoara       |
| CSM Sibiu       | 2 - 1     | Farul Constanța         |
| Steaua Bucarest | 2 - 1     | Rapid Bucarest          |

## Semifinali
Gli incontri si sono disputati il 12 luglio 1964.
| Squadra 1       | Risultato | Squadra 2     |
| --------------- | --------- | ------------- |
| Dinamo Bucarest | 1 - 0 dts | Crișul Oradea |
| Steaua Bucarest | 2 - 1     | CSM Sibiu     |

## Finale
La finale venne disputata il 19 luglio 1964 a Bucarest.
| Arbitro: | Andries Van den Leeuwen (Paesi Bassi) |

|                                                        |           |                                    |
| Popescu 3’ 88’ Nunweiller 53’ Pîrcălab 60’ Frățilă 83’ | Marcatori | 12’ Creiniceanu 14’ 63’ Constantin |

| DINAMO BUCAREST: |                    |     |
|                  |                    |     |
| P                | Ilie Datcu         | 85’ |
| D                | Constantin Ștefan  |     |
| D                | Ion Nunweiller     |     |
| D                | Lică Nunweiller    |     |
| D                | Dumitru Ivan       |     |
| C                | Emil Petru         |     |
| C                | Octavian Popescu   |     |
| A                | Ion Pîrcălab       |     |
| A                | Radu Nunweiller    |     |
| A                | Constantin Frățilă |     |
| A                | Ion Haidu          |     |
| Sostituzioni:    |                    |     |
| P                | Iuliu Uțu          | 85’ |
| Allenatore:      |                    |     |
| Traian Ionescu   |                    |     |

| STEAUA BUCAREST: |                     |  |     |
|                  |                     |  |     |
| P                | Vasile Suciu        |  |     |
| D                | Mircea Georgescu    |  |     |
| D                | Dumitru Nicolae     |  |     |
| D                | Emerich Jenei       |  |     |
| D                | Dragoș Cojocaru     |  |     |
| C                | Cornel Pavlovici    |  |     |
| C                | Constantin Koszka   |  |     |
| A                | Sorin Avram         |  |     |
| A                | Gheorghe Constantin |  |     |
| A                | Gabriel Raksi 66’   |  |     |
| A                | Carol Creiniceanu   |  |     |
| Sostituzioni:    |                     |  |     |
| P                | Constantin Eremia   |  | 59’ |
| A                | Florea Voinea       |  | 66’ |
| Allenatore:      |                     |  |     |
| Gheorghe Ola     |                     |  |     |